# Hans Machleidt

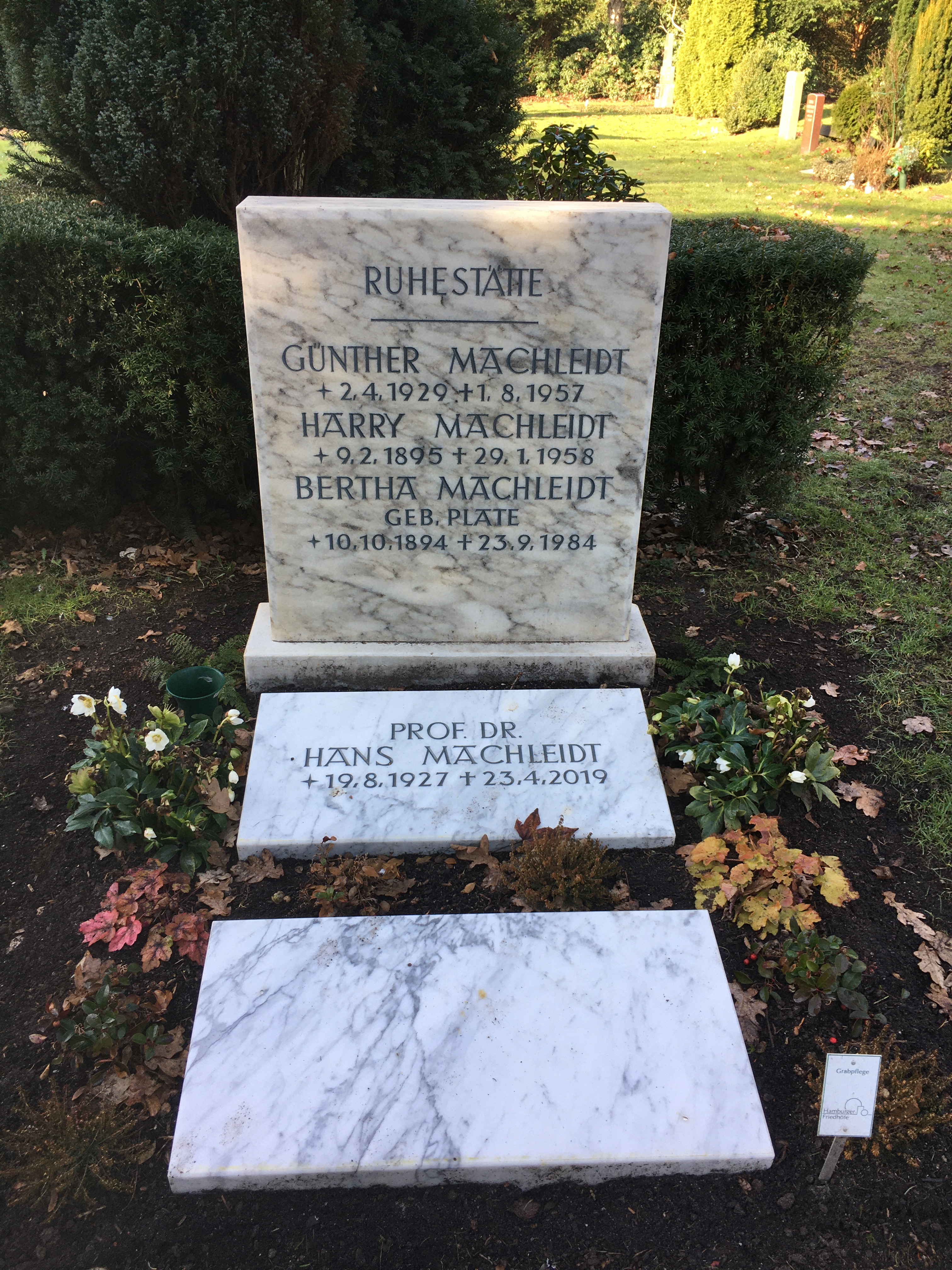
Grabstätte Hans Machleidt auf dem Ohlsdorfer Friedhof

Hans Machleidt (* 19. August 1927 in Hamburg; † 23. April 2019 in Stuttgart) war ein deutscher Chemiker.

## Leben
Hans Machleidt begann nach dem 2. Weltkrieg ein Studium der Chemie an den Universitäten in Hamburg und Kiel. Mit seiner Arbeit Die Oxymethylenlacton-Umlagerung promovierte er 1956 in Hamburg, Synthesen und Reaktionen organischer Fluorverbindungen hieß die Schrift, mit der er 1962 an der Rheinischen Friedrich-Wilhelms-Universität in Bonn habilitiert wurde.
Seine berufliche Laufbahn begann Machleidt 1964 bei dem heutigen Pharmaunternehmen Boehringer Ingelheim als wissenschaftlicher Leiter der Forschungsabteilung. Ein Jahr später übernahm er dort den Posten des Direktors, ab 1975 war er als Geschäftsführer und Hauptabteilungsleiter „Forschung“ tätig. Beruflich stand Machleidt in enger Verbindung mit der Eberhard Karls Universität Tübingen. Seit Mitte der 1960er-Jahre hielt er Vorlesungen in Chemie, Biochemie und Pharmazie und wurde 1968 zum außerplanmäßigen Professor ernannt.
Machleidt war darüber hinaus Mitglied zahlreicher Ausschüsse, wie zum Beispiel im Arbeitsausschuss „Forschung und Technologie“ des Landesverbandes der chemischen Industrie Baden-Württemberg, im Gesprächskreis „Wirtschaft und Technologie“ des Ministeriums für Wirtschaft, Mittelstand und Technologie Baden-Württemberg sowie im Bundesverband der Pharmazeutischen Industrie.
1986 wurde Machleidt zum Ehrensenator der Eberhard Karls Universität ernannt. Er verstarb 91-jährig in Stuttgart und wurde in seiner Geburtsstadt auf dem dortigen Friedhof Ohlsdorf im Planquadrat J 31 in der Familiengrabstätte beigesetzt.    